# Cléo de 5 à 7
Pour les articles homonymes, voir Cléo (homonymie).
Pour plus de détails, voir Fiche technique et Distribution.
Cléo de 5 à 7 est un film français réalisé par Agnès Varda et sorti en 1962.

## Synopsis
L'action se déroule en temps réel, le 21 juin 1961, à Paris. Cléo, une jeune et belle chanteuse plutôt frivole, craint d'être atteinte d'un cancer. Il est 17 heures et elle doit récupérer les résultats de ses examens médicaux dans 2 heures. Pour tromper sa peur, elle cherche un soutien dans son entourage. Elle va se heurter à l'incrédulité, voire à l'indifférence, et mesurer la vacuité de son existence. Elle va finalement trouver le réconfort auprès d'un inconnu à l'issue de son errance angoissée dans Paris.

## Fiche technique
- Titre original : Cléo de 5 à 7
- Réalisation : Agnès Varda
  - Assistants réalisation : Bernard Toublanc-Michel, Marin Karmitz
- Scénario et dialogues : Agnès Varda
- Musique : Michel Legrand
- Décors : Bernard Evein assisté par Jean-François Adam
- Photographie : Jean Rabier
- Cadrage : Alain Levent
- Son : Julien Coutellier, Jean Labussière
- Mixage son : Jacques Maumont
- Montage : Janine Verneau, Pascale Laverrière
- Photographes de plateau : Liliane de Kermadec, Raymond Cauchetier[Note 2]
- Scripte : Aurore Paquis
- Régie : Jean-François Adam, Édith Tertza
- Production : Georges de Beauregard et Carlo Ponti
- Société de production : Rome-Paris Films (France)
- Sociétés de distribution : Athos Films, puis Ciné-Tamaris (France)
- Pays d'origine :  France
- Langue originale : français
- Format : 35 mm — noir et blanc et générique en couleur (Gevaert) — 1.66:1 — son monophonique
- Genre : comédie dramatique
- Durée : 90 minutes (dont 1 min 30 s pour le film burlesque muet Les Fiancés du pont Macdonald)
- Dates de sortie :
  - France 2 avril 1962 (avant-première au Studio Publicis, Paris) ; 11 avril 1962 (sortie nationale)
- Classification CNC (France) : mention « tous publics », Art et Essai

## Distribution
Par ordre d'apparition à l'écran

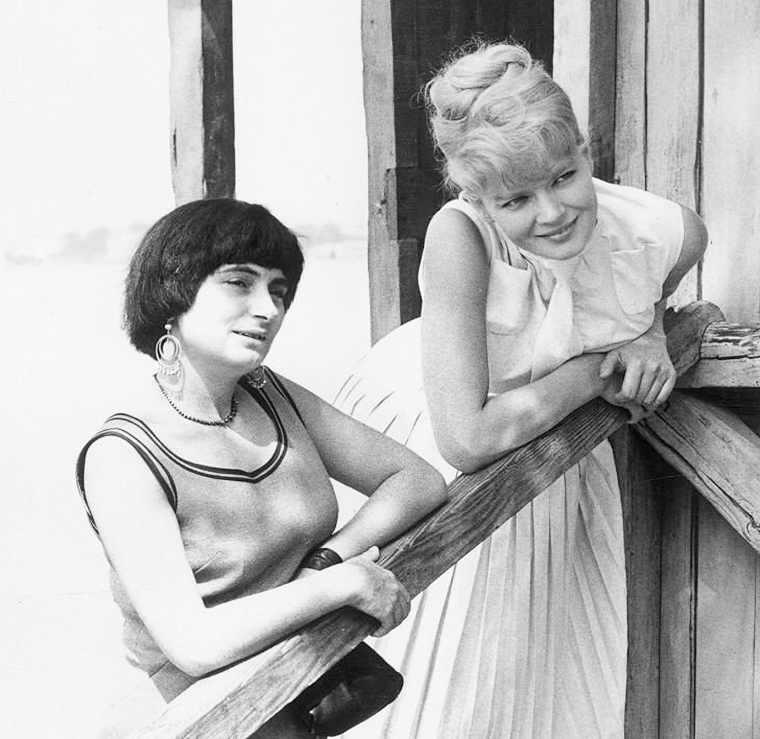
Agnès Varda et Corinne Marchand en 1962 pour la Mostra de Venise.

- Corinne Marchand : Florence, dite « Cléo »
- Loye Payen : Irma, la cartomancienne
- Dominique Davray : Angèle, la gouvernante de Cléo
- Jean Champion : le patron du café
- Jean-Pierre Taste : le garçon de café
- Renée Duchateau : la vendeuse de chapeaux
- Lucienne Marchand : la conductrice du taxi
- José Luis de Vilallonga : José, l'amant de Cléo
- Michel Legrand : Bob
- Serge Korber : Maurice, dit « Plumitif »
- Dorothée Blanck : Dorothée, l'amie de Cléo
- Raymond Cauchetier : Raoul, le projectionniste, petit ami de Dorothée
- Antoine Bourseiller : Antoine, le soldat rencontré dans le parc
- Robert Postec : le docteur Valineau

### Film burlesque muet:Les Fiancés du pont Macdonald
- Anna Karina : la fiancée
- Jean-Luc Godard[Note 3] : le fiancé
- Émilienne Caille : la fiancée noire
- Eddie Constantine : l'arroseur
- Sami Frey : le croque-mort
- Georges de Beauregard : le chauffeur
- Danièle Delorme : la vendeuse de fleurs
- Yves Robert : le vendeur de mouchoirs
- Alan Scott : le marin
- Jean-Claude Brialy : l'infirmier.

## Chansons
1961 : BO Cléo de 5 à 7, quatre chansons écrites par Agnès Varda sur des musiques de Michel Legrand, interprétées par Corinne Marchand. Édition sur super 45 tours Philips 432-596 BE.
Première réédition en 1991 sur CD Le Mépris, compilation BO Hortensia (CD FMC 529), distribution BMG France (BNF 38197391).
Liste des titres : 
1. Sans toi[Note 4]
2. La Menteuse
3. La Joueuse
4. La Belle P…[Note 5]

## Production

Der Tod und das Mädchen (La Mort et la Jeune Fille) de Hans Baldung Grien (1517). Kunstmuseum (Bâle).

### Genèse
La chanteuse Cléo, imaginée par Agnès Varda, déambulant dans les rues de Paris avec la peur au ventre d'être mortellement atteinte d'un cancer, a été fortement inspirée par les peintures de Hans Baldung « Grien » où de jeunes femmes sont enlacées par un squelette. La toile La Mort et la Jeune Fille où le squelette tire par les cheveux une femme blonde est notamment devenue, pour Agnès Varda, « Le sens du film ». En effet, lors du tournage des scènes intérieures dans le loft de Cléo, la réalisatrice a punaisé une reproduction de cette peinture sur un pilier, car c'était « Une toute petite image à regarder, mais pour moi une très grande image mentale au centre de mon projet ».
Histoire de saison : Agnès Varda voulait filmer le 21 mars pour « capter dans Paris le passage merveilleux de l'hiver au printemps avec les jardins passant du dessin à la plume à la peinture impressionniste ». Pour des raisons financières, le tournage ne put commencer que le 1er juin, pour s'achever huit semaines plus tard. Le film bénéficie quand même d'images d'un blanc cotonneux, lors des scènes tournées à 6 heures du matin au parc Montsouris, pour une action censée se  passer à 18 heures.
Les Fiancés du pont Macdonald : pour ce mini-film dans le film, burlesque, mais néanmoins clé de voûte de l'histoire de Cléo, Agnès Varda a fait appel à des copains. Les Fiancés, c'est le couple Godard-Karina, vedette de la Nouvelle Vague et entouré de ses comparses. On aperçoit Frey et Brialy, le cinéma vétéran étant représenté par le couple Delorme-Robert. Pour Varda, cela reste « un souvenir qui symbolise la Nouvelle Vague telle que nous l'avons vécue, l'imagination au pouvoir et l'amitié en action. »

### Scénario
Découpage en chapitres numérotés qui s’affichent avec leur minutage et le prénom du personnage moteur de la séquence. En même temps, ce décompte marque l’inexorable progression vers des résultats redoutés. Dans la Revue belge du cinéma, Bernard Pingaud écrit : « Je ferai une remarque sur la division, au premier abord irritante, du film en treize petits chapitres. […] L'ironie mathématique de ces annonces est une manière de nous avertir, par l'absurde, que le temps ne compte plus. C'est comme si nous voyions tomber un à un les grains du sablier, tandis que sur l'écran, dans l'attente de l’heure fatidique, se déroulait un spectacle destiné à distraire notre attention. Le minutage du drame accuse son inconsistance et l'apparente inutilité des gestes qui remplissent ce long entracte. […] Mais les noms que l'auteur place en tête des chapitres (Cléo, Angèle, Bob, Dorothée, Raoul, Antoine) veulent dire plus. Ils signifient que, pour un moment, nous allons adopter le point de vue de tel ou tel personnage. »

### Tournage
Période de prises de vue : juin-juillet 1961.
Extérieurs à Paris dans l'ordre chronologique du scénario :
- 1er arrondissement : rue de Rivoli (chez la cartomancienne, dans le café Ça va ça vient, chez le chapelier Francine), départ en taxi depuis la rue du Pont-Neuf et traversée du pont Neuf ;
- 6e arrondissement : le taxi débouche quai de Conti et emprunte les rues Guénégaud (galeries d'art exotique) et Mazarine où des étudiants des Beaux-Arts s'amusent en perturbant la circulation, rue de l'Ancienne-comédie, carrefour de l'Odéon, rue de Condé, rue de Vaugirard, rue Guynemer, rue Vavin, boulevard Raspail, place Pablo-Picasso-carrefour Vavin ;
- 14e arrondissement (quartier du Montparnasse) : rue Huyghens (domicile de Cléo au no 6), place Pablo-Picasso-carrefour Vavin (avaleur de grenouilles), brasserie Le Dôme, rue Delambre, boulevard Edgar-Quinet (saltimbanque se transperçant le biceps avec un poignard javanais[6], et académie de sculpture), passage Montparnasse ou du Départ (Cléo et Dorothée partent dans un cabriolet Citroën Traction Avant passablement défraîchi) ;
- 15e arrondissement : gare Maine-Montparnasse (chargement des bobines de film dans la voiture) ;
- 14e arrondissement : rue Delambre (Cléo et Dorothée regardent le court métrage burlesque), incident à la brasserie du Dôme, boulevard Raspail, place Denfert-Rochereau, avenue René-Coty (Dorothée descend du taxi et monte les escaliers de la rue des Artistes), parc Montsouris (Cléo rencontre Antoine près de la cascade) ;
- 13e arrondissement (trajet dans le bus 67 jusqu'à l'hôpital) : rue Liard, rue de Rungis, place de Rungis, rue Bobillot, place Paul-Verlaine, place d'Italie, boulevard de l'Hôpital, et hôpital de la Pitié-Salpêtrière (fin du film quand « L'horloge de l'hôpital tinte la demie de 18 h. »[6]).

Extérieurs pour Les Fiancés du pont Macdonald : 19e arrondissement (quartier de la Villette).
Intérieurs (loft de Cléo) : 10e arrondissement (quartier de la Fontaine-au-Roi),.

Quelques sites de tournage extérieur
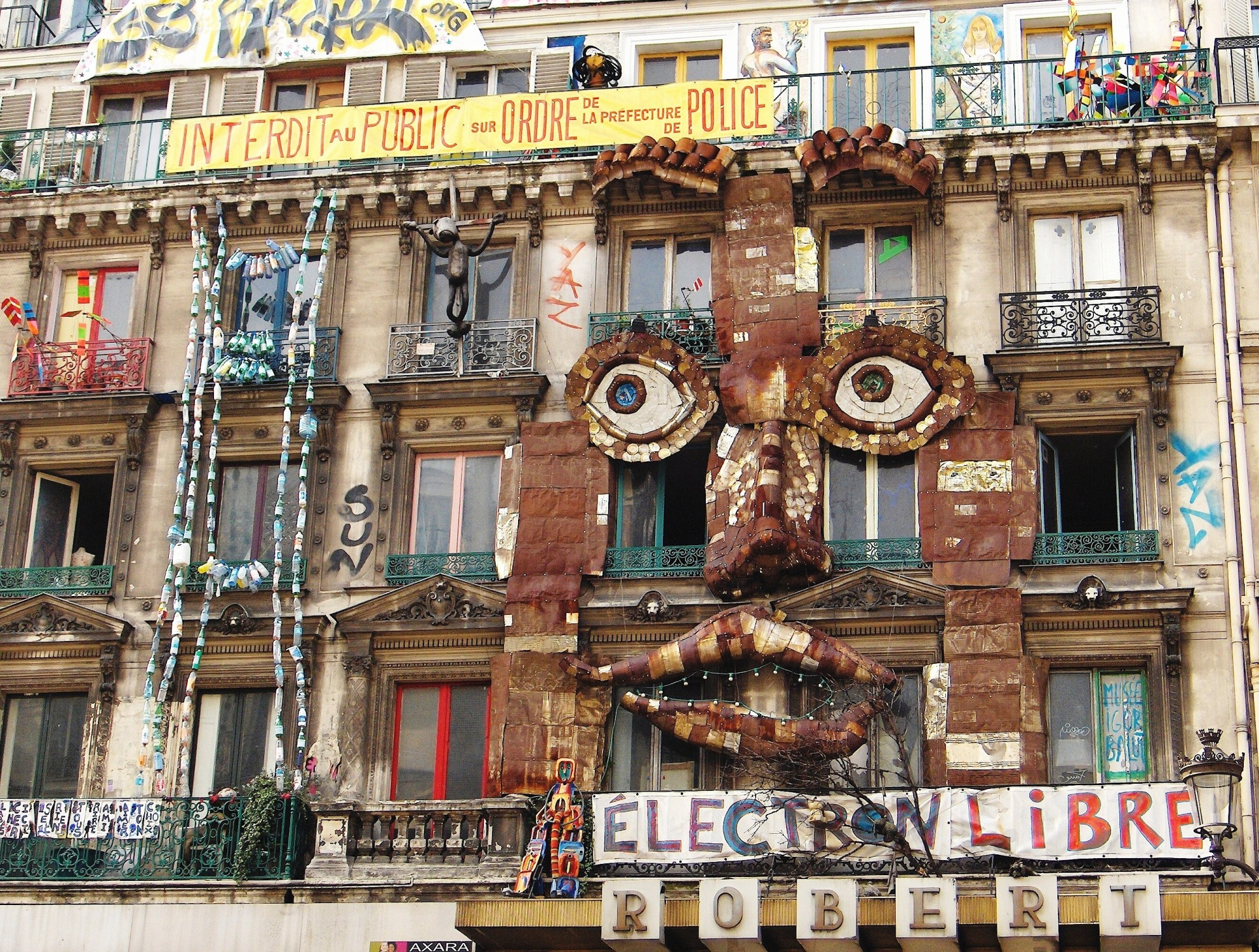
Immeuble de la cartomancienne squatté en 2006[Note 8],[1] 59, rue de Rivoli
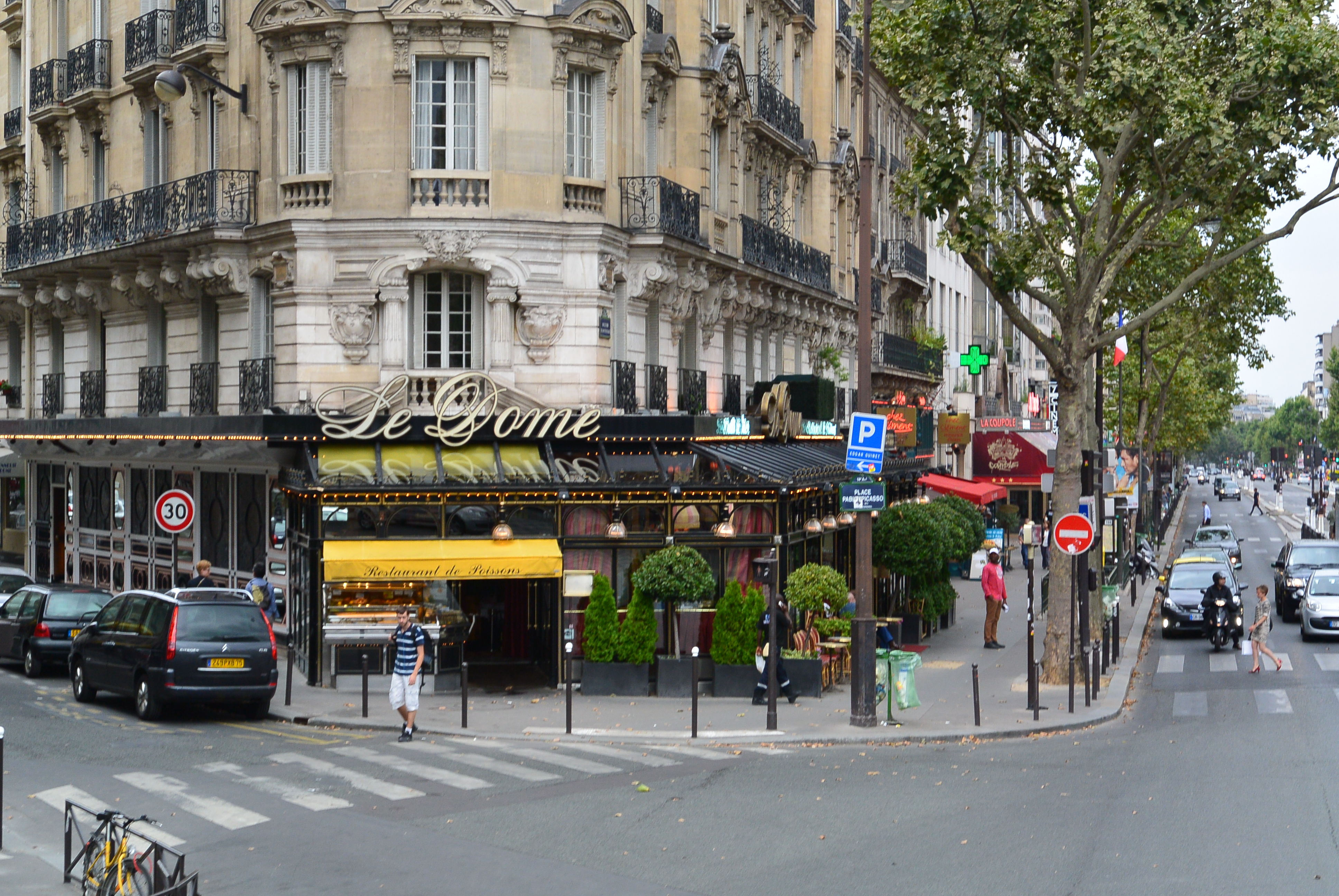
Le Dôme en août 2013 Angle bd du Montparnasse/rue Delambre
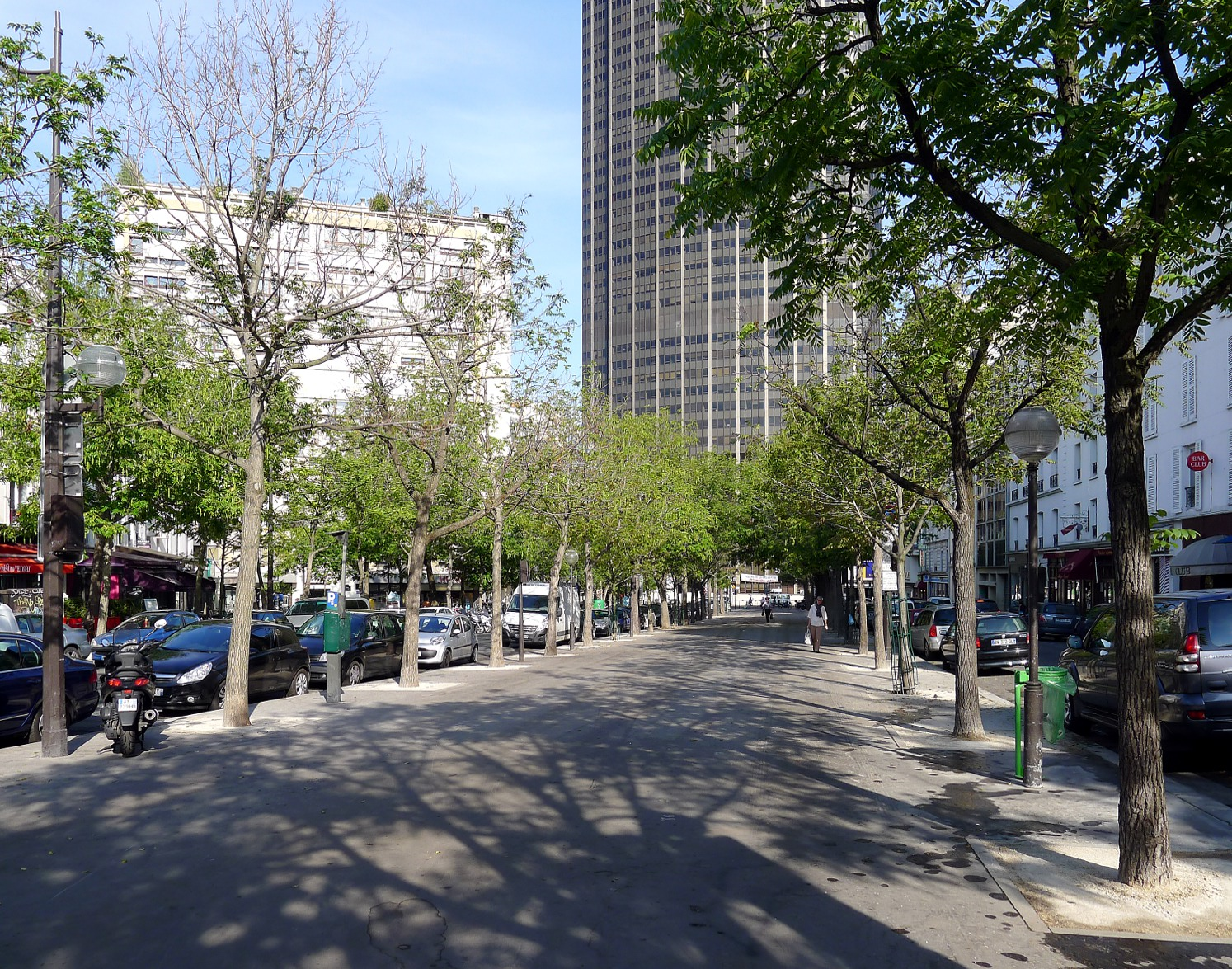
Boulevard Edgar-Quinet en juillet 2011 Tour Montparnasse à l'arrière-plan[Note 9]
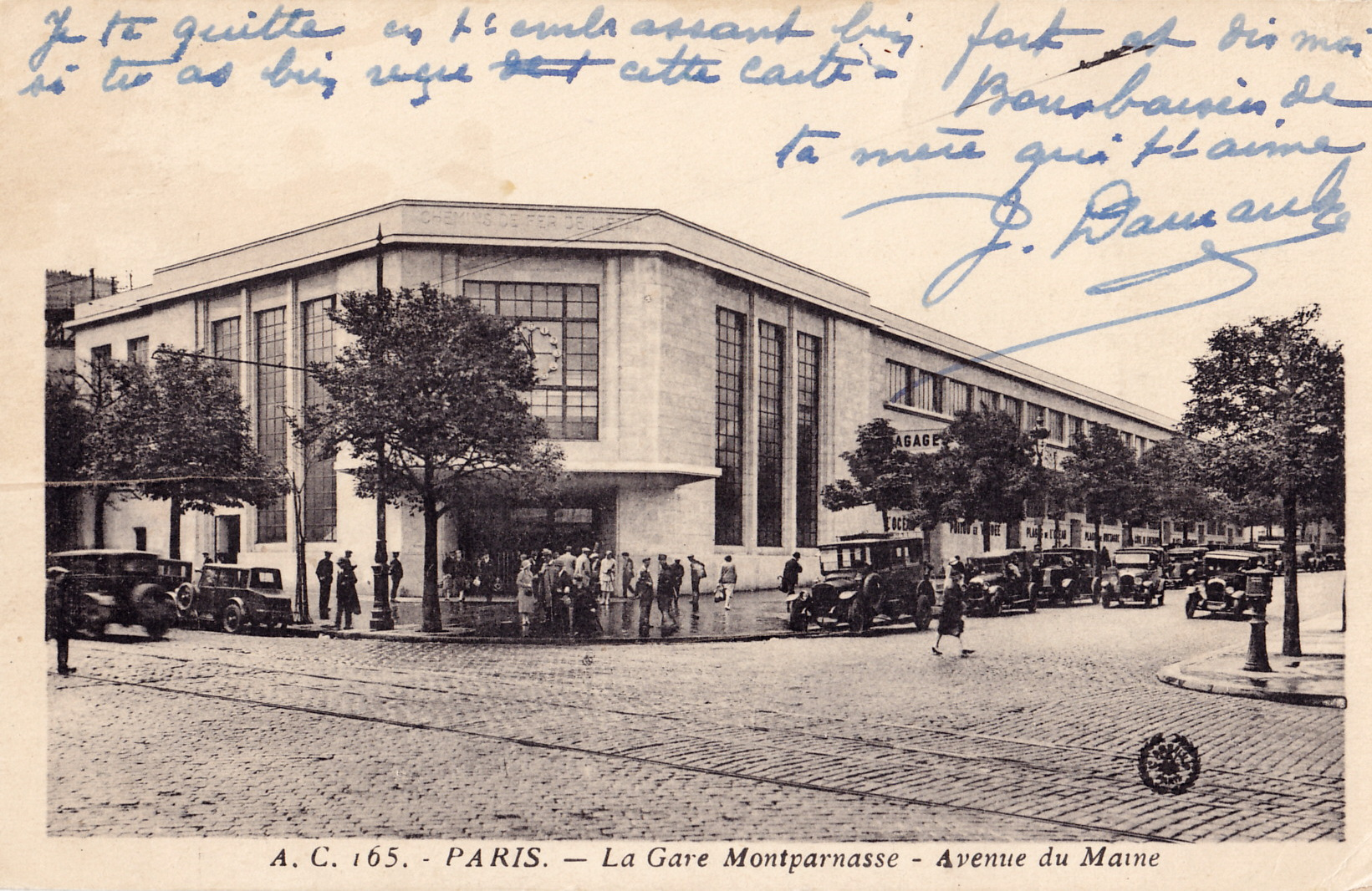
Entrée de la gare Maine-Montparnasse en 1930 Angle av. du Maine/bd de Vaugirard (15e arr.)
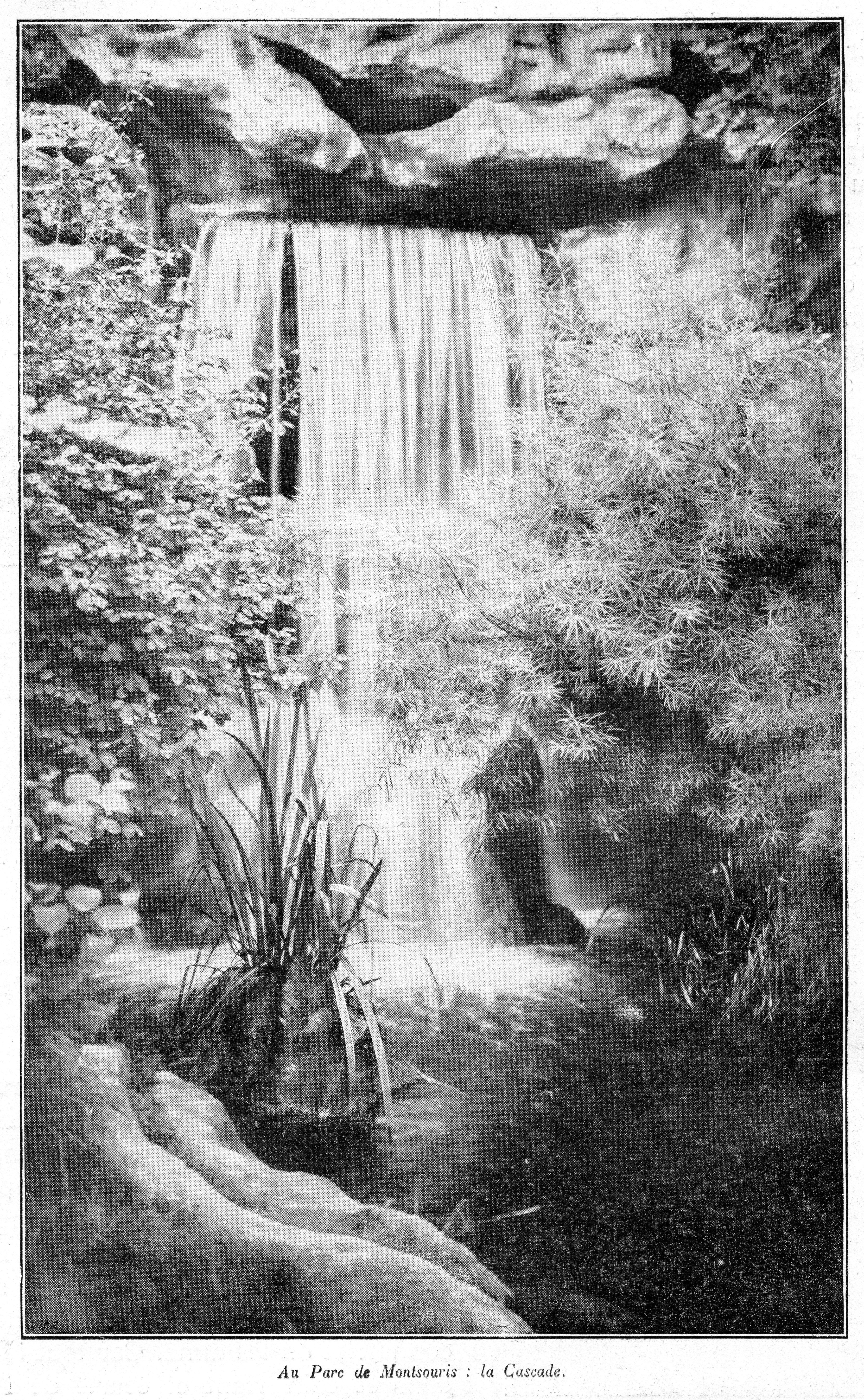
Cascade du parc Montsouris Photo Clément Maurice (1897[Note 10],[1])
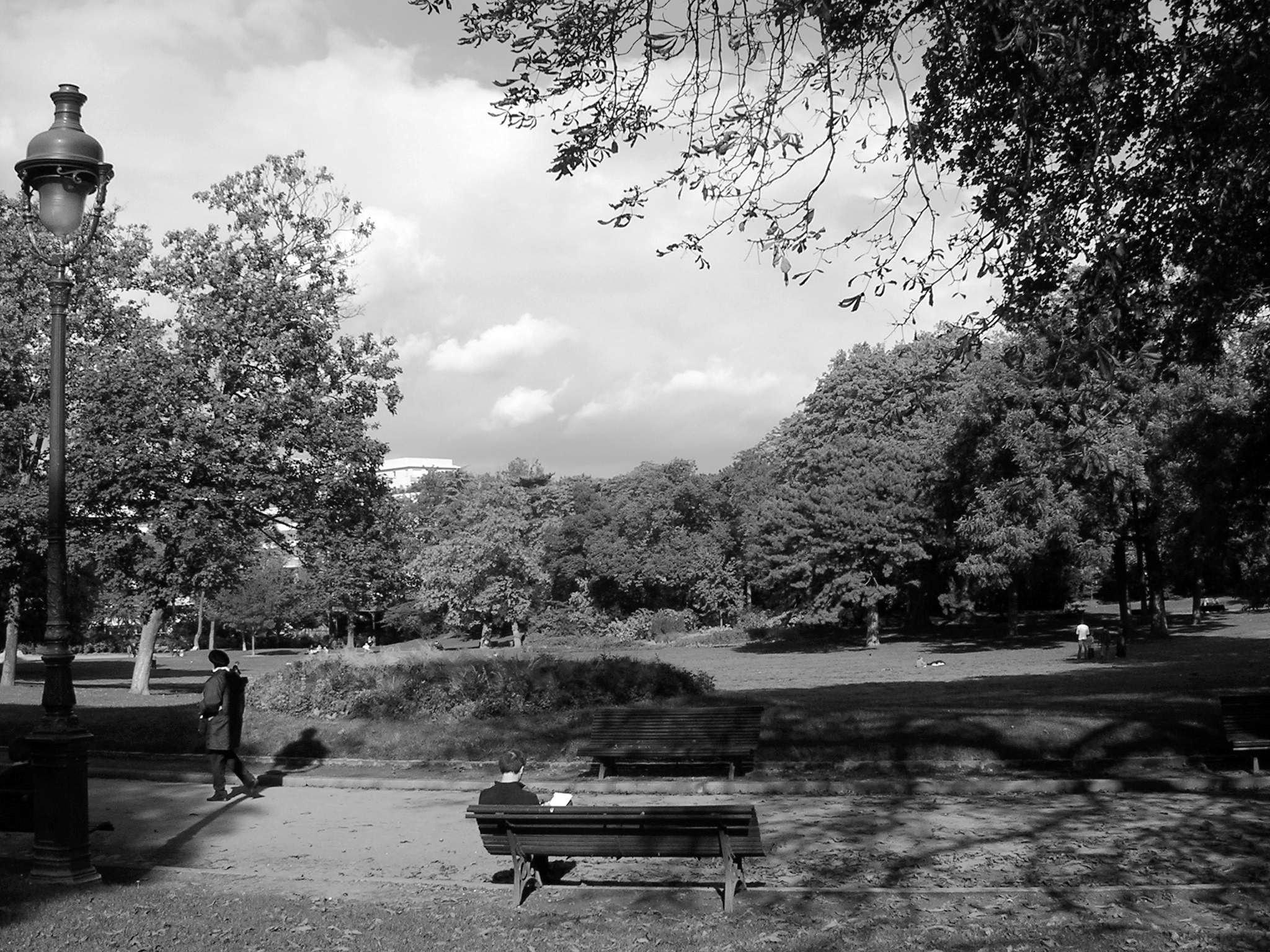
Le parc Montsouris, un site de tournage extérieur.
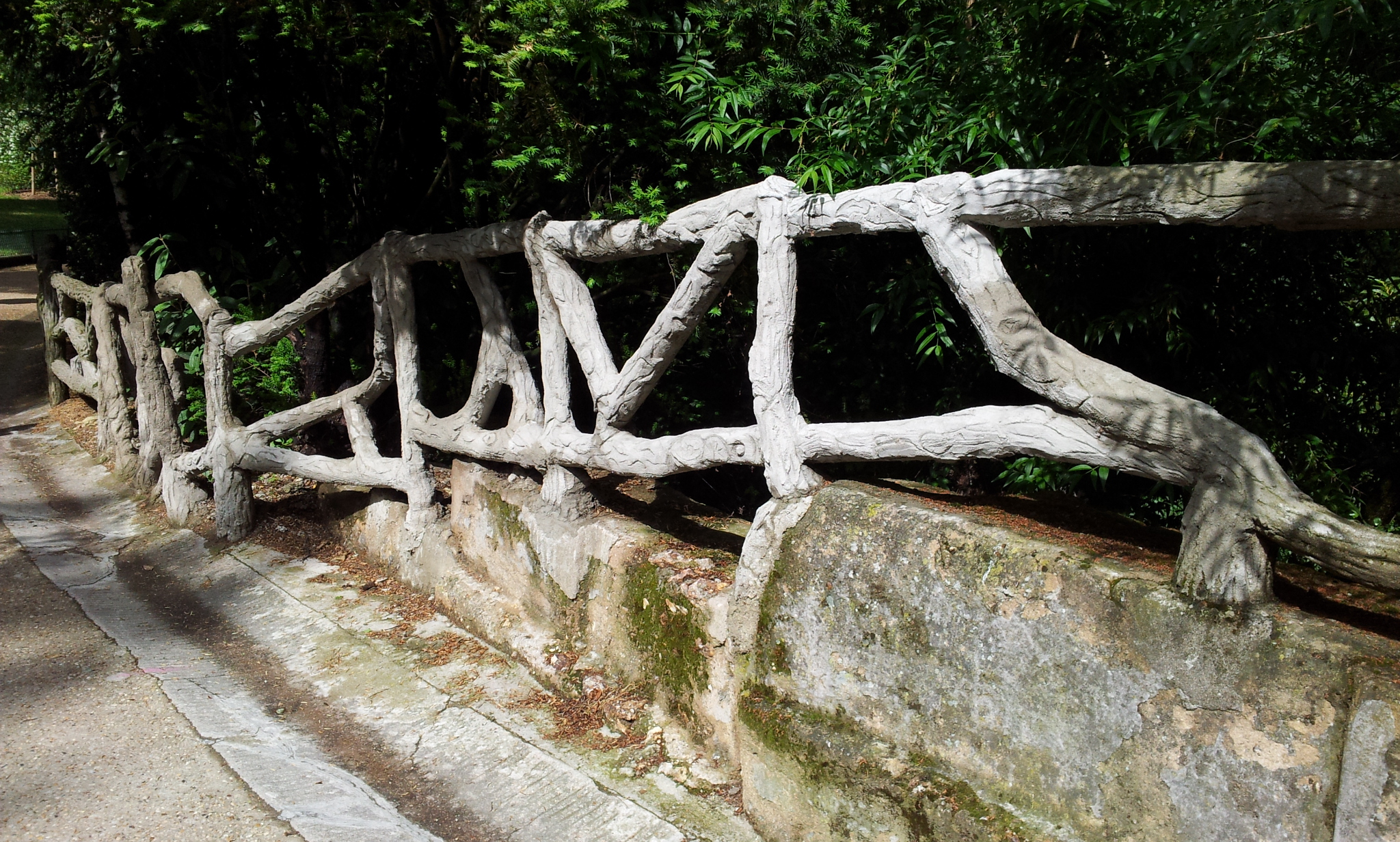
Parc Montsouris : une balustrade en ciment imitant des branchages Agnès Varda : « J'aime beaucoup cette imitation de nature en pleine nature. »
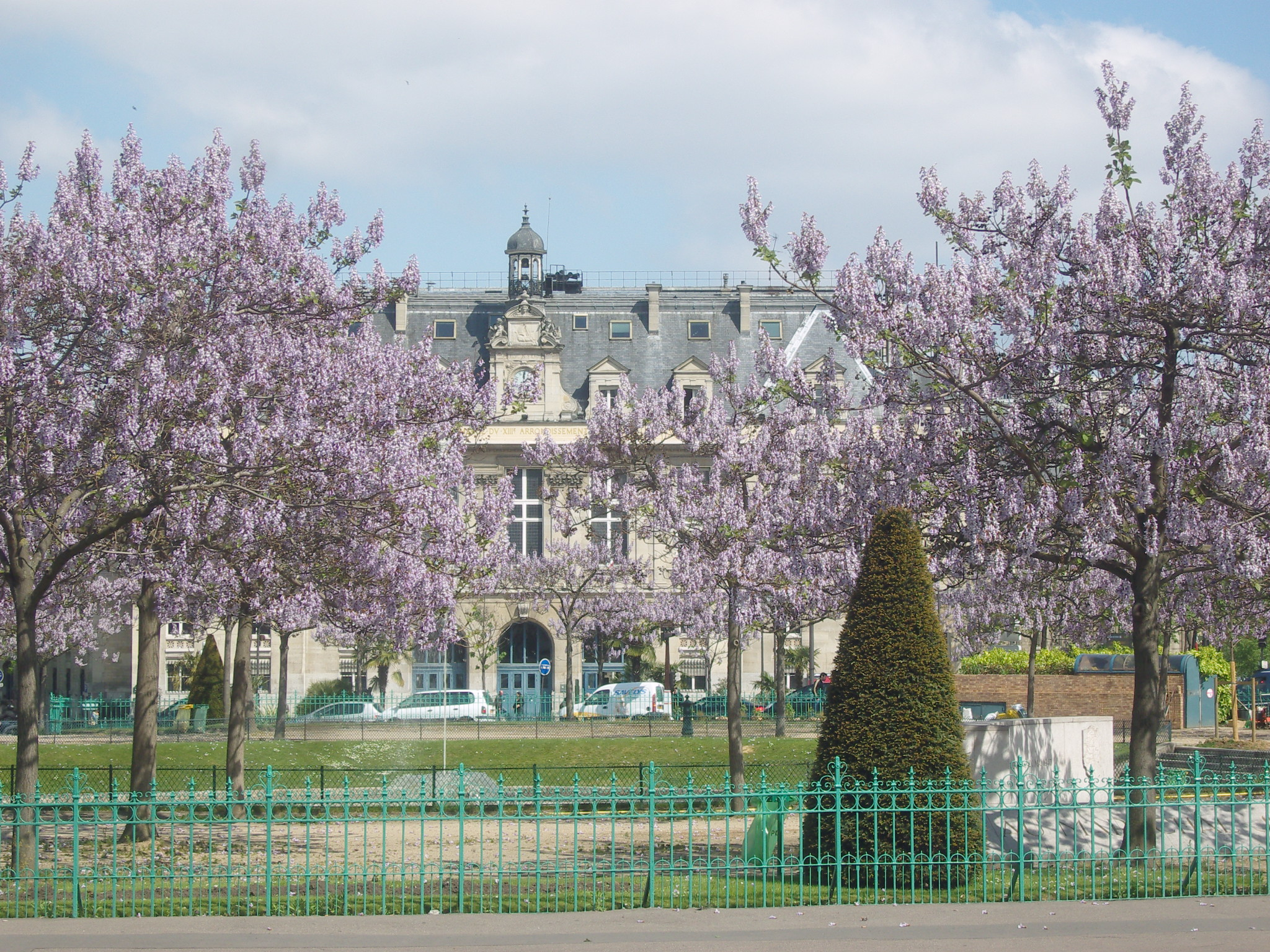
Paulownias en fleurs en mai 2010 sur la place d'Italie
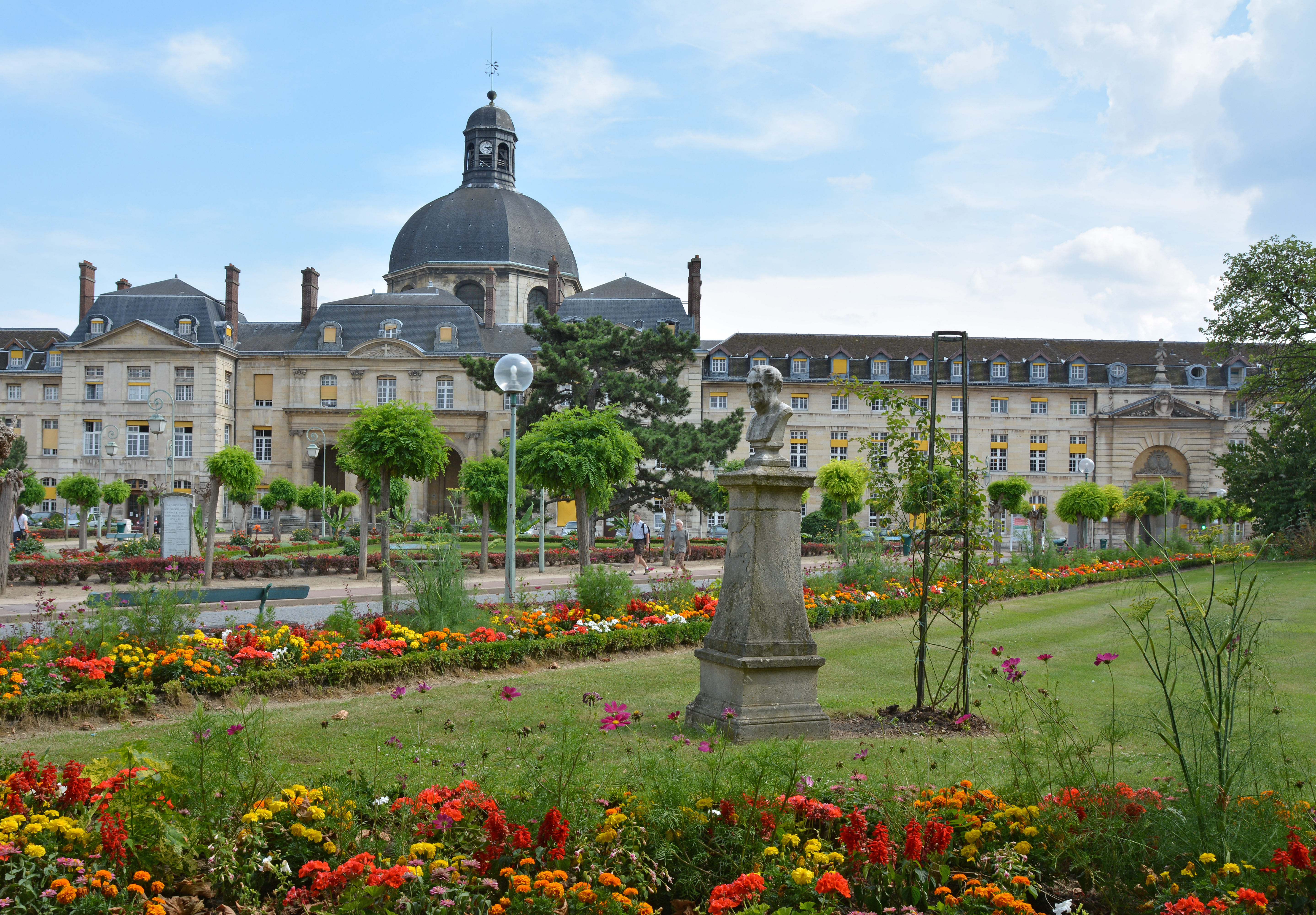
Jardins de l'hôpital de la Pitié-Salpêtrière en juillet 2014 À l'arrière-plan, dôme et clocheton de la chapelle Saint-Louis

« J'ai tourné Cléo, dit Agnès Varda, pour prouver à Beauregard (le producteur) que je pouvais faire un film de moins de 50 millions d'anciens francs » (500 000 nouveaux francs).
En 1962, le coût moyen d'un film français était de 2,37 millions de francs, alors qu'en 1969 il était de 2,58 millions de francs.

### Restauration
En 2012, 50 ans après sa sortie, le film est restauré : numérisation 2K (formats DCP et 35 mm) par les Archives françaises du film/CNC, les laboratoires Digimage et Elude pour le son. Agnès Varda en a supervisé l'étalonnage en précisant « conformément aux désirs et aux choix de Jean Rabier, chef opérateur, et de moi-même ».

## Accueil
- Jean-Yves Bloch[11] : « Intégrant les apports du « cinéma-vérité », mais ayant d’ores et déjà conscience de ses limites, Agnès Varda a bâti une œuvre qui, par ses méthodes de tournage et sa construction, résout avec le plus grand art l’une des interrogations brûlantes du cinéma de son époque. […] Par cet état de synthèse entre objectivisme et subjectivisme déjà précédemment recherché par l’auteur dans La Pointe courte et dans L'Opéra-Mouffe, la cinéaste nous livre, en 1962, un film qui conserve aujourd’hui toute sa force. »
- Télérama[Note 11] :
— Marine Landrot : « Avec intelligence, Agnès Varda canalise les battements d'ailes de son papillon angoissé par la mort. Pariant sur l'infini des miroirs et des arrêts sur image, elle lui offre des secondes d'éternité, tout en orchestrant violemment la vie autour d'elle et sans elle. La cinéaste regarde Paris tendrement et sauvagement : elle ausculte la capitale, lui fait ouvrir grand la bouche pour montrer ses mangeurs de grenouilles, ses parcs, ses autobus à plate-forme, ses potaches des Beaux-Arts, ses passants curieux. « Tant que je suis vivante, je suis belle », semble crier la ville, inversant avec insolence l'hymne de survie de Cléo. Un film fragile et léger, qui cherche à aider les hommes à supporter leur aveuglante condition de mortels. »
— Louis Guichard : « Cléo attend confirmation d'un diagnostic médical des plus angoissants. La mort plane sur les deux heures à tuer avant le rendez-vous à l'hôpital parisien de la Salpêtrière. [...] Elle [Agnès Varda] filme d'abord un compte à rebours. Elle explore la dictature banale et fantastique des minutes, marquée en surimpression, ou bien sur les horloges et les montres, partout. Et, miracle, la rigueur du style, la contrainte du chronomètre et la possibilité du pire libèrent le personnage : on croirait assister à l'invention de l'héroïne moderne. La jolie chanteuse yéyé (métier de Cléo) égocentrée et narcissique des premières scènes cède peu à peu la place à une autre femme, non plus objet mais sujet, qui regarde, qui écoute, qui se laisse enfin atteindre par les autres. C'est l'histoire inoubliable d'une transfiguration. »
- AllMovie [12] : « Le film propose le  méticuleux dossier de la capacité d’une femme à observer, rêver, et sentir. En temps quasi réel, nous suivons la chanteuse pop Cléo (Corinne Marchand) qui attend le verdict de son médecin après la recherche d'un possible cas de cancer ; bien que le sujet soit déchirant, l'efficace direction de Varda empêche le film de devenir pathétique. Au cinéma de la Nouvelle Vague, elle intègre toutes les techniques qui lui conviennent : une bande sonore ondoyante qui capte les conversations de personnages secondaires ; des prises de vue subjectives ; des titres qui découpent le film en chapitres ; et des bribes de scènes de rue de style documentaire. Au lieu d’encombrer le film, les parements de Varda sont d'une brièveté qualité existentielle qui souligne l'attente des résultats imminents par Cléo sans banaliser sa situation. Marchand aide considérablement la réalisatrice : son interprétation intuitive évoque l'intelligence d'une Marilyn Monroe affligée d'un malaise spirituel. »

## Distinctions
- Œuvre classée dans les « 1001 films à voir avant de mourir ».
- Classé 16e dans « Le top 100 des plus beaux films français » des Inrocks[13].

### Récompenses
- Prix Méliès 1962
- Prix FIPRESCI 1963

### Nomination et sélections
- Festival de Cannes 1962 : sélection officielle, en compétition pour la Palme d'or
- Mostra de Venise 1962 : section d'information
- Festival de Cannes 2012 : sélection officielle, section Cannes Classics (anniversaire des 50 ans du film, image et son restaurés[10])